# Posiłkowy korpus koronny w armii litewskiej
Posiłkowy korpus koronny w armii litewskiej – jeden z korpusów w strukturze organizacyjnej wojsk Rzeczypospolitej Obojga Narodów (1654–1655), wysłany w II połowie 1654 przez Koronę dla wsparcia sił litewskich przeciwko Carstwu Rosyjskiemu.

## Skład
- regiment pieszy ks. Bogusława Radziwiłła, generała gwardii królewskiej pod Wilhelmem Pattersonem, a po nim pod Janem Berkiem – 1044 porcji
- regiment gwardii pieszej JKM - oberszter Fromhold von Ludingstausen Wolff – 1200 porcji (przynajmniej 1 kompania została w Polsce)
- regiment dragonów gwardii JKM – oberszter Fryderyk Mohla, od lipca 1655 pod Janem Henrykiem von Alten Bockum – 600 porcji
- regiment dragonii Ludwika Weyhera – 541 porcji
- regiment rajtarii Salomona Sackena – 250 porcji
- regiment rajtarii Teodora Lesquanta – 350 porcji
- regiment rajtarii gwardii JKM Henryka Wallenrodta pod Marcinem Wallenrodtem – 350 porcji
- regiment rajtarii Zygmunta Denhoffa, starosty bydgoskiego, od lipca 1655 pod Henrykiem von Eylenburgiem – 250 koni
- regiment rajtarii Jakuba Weyhera – 357 koni
- chorągiew rajtarii Bogusława Leszczyńskiego, podskarbiego wielkiego koronnego -100 koni
- chorągiew tatarska Mustafy Sudycza – 120 koni
- chorągiew tatarska Helembeka Morawskiego – 120 koni
- chorągiew tatarska Adama Falkowskiego – 120 koni
- chorągiew tatarska Jana Sieleckiego – 120 koni
- chorągiew tatarska Adama Taraszewskiego
- nadworna chorągiew kozacka (tatarska) JKM pod Murzą Bohdanowiczem – 150 koni
- prawdopodobnie też chorągwie tatarskie Bohdana Murzy i Mikołaja Pohojskiego